# Phil Bredesen
Philip Norman Bredesen, Jr., dit Phil Bredesen, né le 21 novembre 1943 à Oceanport (New Jersey), est un homme politique américain. Membre du Parti démocrate, il est maire de Nashville de 1991 à 1999, puis gouverneur du Tennessee de 2003 à 2011.
Diplômé de l'université Harvard, il fait carrière dans les soins médicaux en fondant HealthAmerica Corporation avant de vendre l'entreprise en 1986. Phil Bredesen devient gouverneur du Tennessee à la suite des élections de 2002, lors desquelles il bat le candidat du Parti républicain, le représentant fédéral Van Hilleary (en), avec 50,6 % des voix.
Réélu en 2006 avec 68,6 % des voix face au républicain Jim Bryson, élu au Sénat du Tennessee, il remporte la totalité des 95 comtés de l'État lors du scrutin, une première depuis plus d'un siècle. Ne pouvant concourir à un troisième mandat de gouverneur lors des élections de 2010, il fonde par la suite une entreprise de vente de panneaux solaires.
Bredesen revient dans la vie politique en gagnant la nomination démocrate pour les élections de 2018 afin de représenter le Tennessee au Sénat des États-Unis. Il affronte la candidate du Parti républicain et représentante fédérale, Marsha Blackburn, mais celle-ci le bat largement au soir de l'élection.

## Biographie

### Enfance et études
Phil Bredesen naît le 21 novembre 1943 à Oceanport[réf. nécessaire]. Après la séparation de ses parents, alors qu'il a huit ans, Bredesen, sa mère et son frère s'installent chez sa grand-mère maternelle à Shortsville dans l'État de New York. Il quitte cette petite communauté agricole du comté d'Ontario en 1961 pour intégrer l'université Harvard dont il sort diplômé.

### Carrière dans le secteur privé
Phil Bredesen rejoint Nashville en 1975. Il y créée quelques années plus tard la HealthAmerica Corporation, une compagnie d'assurance cotée au New York Stock Exchange. Il en vend ses parts pour 47 millions de dollars en 1986 avant de commencer une carrière politique.

### Carrière politique

#### Maire de Nashville
Après une succession de défaites électorales, perdant la nomination démocrate pour la mairie de Nashville et pour le siège à la Chambre des représentants des États-Unis du cinquième district de l'État en 1987, Bredesen est aisément élu maire de Nashville en 1991. En 1995, il est réélu maire de Nashville.
Durant ses deux mandats, il augmente les impôts fonciers et baisse ceux des entreprises. Il estime que sa politique fiscale permet de construire de nouvelles écoles et bibliothèques et d'attirer de nouvelles entreprises. Un nouveau grand stade, appelé Adelphia Coliseum, est également construit sous son mandat, permettant d'attirer les Oilers de Houston à Nashville, sous le nom de Titans du Tennessee.

#### Gouverneur du Tennessee

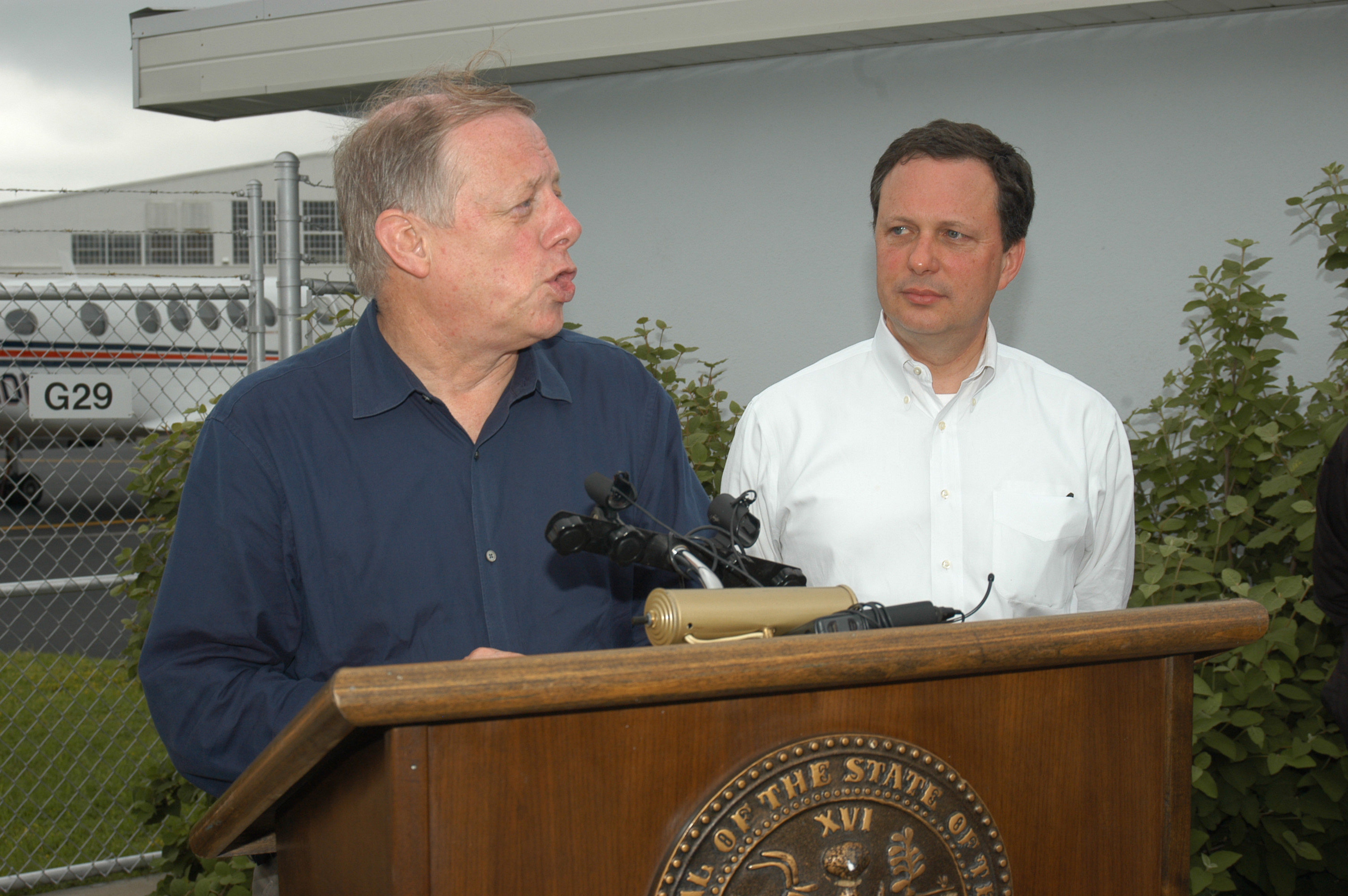
Bredesen (à gauche), en 2003.

Bredesen se présente une première fois au poste de gouverneur du Tennessee en 1994. Dépensant une partie de sa fortune personnelle, il est accusé de vouloir acheter l'élection. Dans un contexte de vague républicaine, il est battu par le candidat nommé par le Parti républicain, Don Sundquist.
Lors des élections de 2002, Bredesen est à nouveau candidat. Il remporte la primaire démocrate avec 79 % des voix, devant cinq autres candidats. Il fait campagne sur un programme de réforme sociale et est élu gouverneur, battant le républicain Van Hilleary (en). Lors des élections de 2006, il est réélu face au candidat nommé par le Parti républicain, Jim Bryson. Il est alors le premier gouverneur depuis plus d'un siècle à remporter la totalité des 95 comtés de l'État.

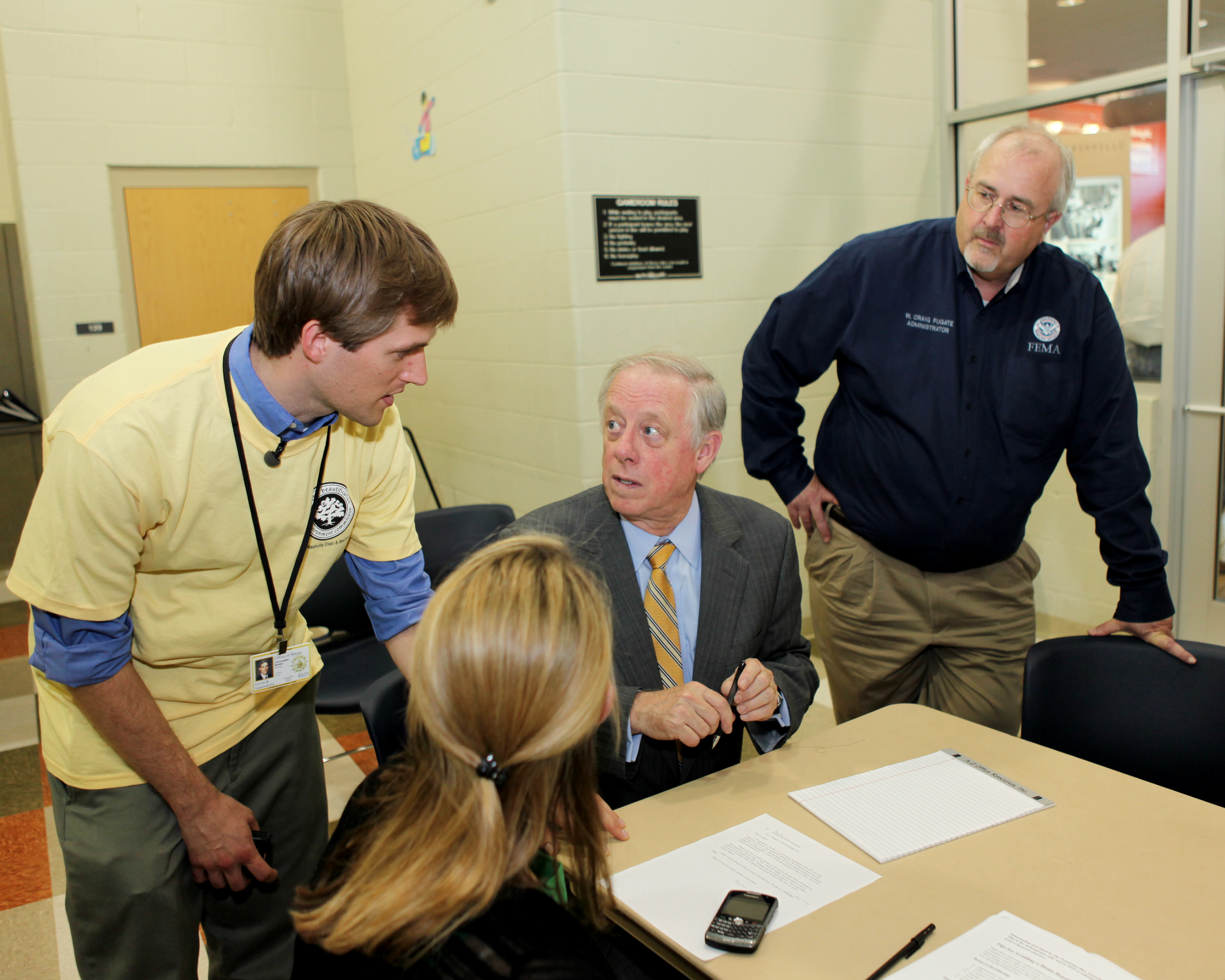
Phil Bredesen (au centre) en 2010.

En février 2009, à la suite du retrait de Tom Daschle, le nom de Phil Bredesen revient avec insistance pour le poste de secrétaire à la Santé et aux Services sociaux des États-Unis dans l'administration Obama. Ce possible choix est critiqué par la gauche, Bredesen ayant fait sortir 170 000 personnes du programme Medicaid (vers des assureurs privés) pour réduire les déficits alors qu'il est gouverneur,. La gouverneur du Kansas Kathleen Sebelius est retenue pour le poste.
Le 6 juin 2009, il signe une résolution « pressant le Congrès de reconnaître la souveraineté du Tennessee sous le dixième amendement de la Constitution ».

#### Élection sénatoriale de 2018
En septembre 2017, alors que le républicain Bob Corker choisit de ne pas se représenter en 2018, Bredesen affirme qu'il n'a pas l'intention de postuler au Sénat des États-Unis. Bredesen, dernier démocrate à gagner une élection à l'échelle du Tennessee, est poussé par de nombreux démocrates à reconsidérer sa position. Le mois suivant, il annonce songer à une candidature. Le 7 décembre 2017, il lance sa campagne sénatoriale dans une vidéo publiée en ligne.
Le 2 août 2018, il remporte facilement l'investiture démocrate, obtenant plus de 348 000 voix lors de la primaire de son parti, soit environ 91 % des suffrages exprimés. Il affronte la candidate nommée par le Parti républicain, Marsha Blackburn, lors de l'élection du 6 novembre 2018. Les sondages donnent les deux candidats dans la marge d'erreur, Bredesen profitant de son image de modéré populaire tandis que Blackburn obtient rapidement le soutien du président Donald Trump, qui vient faire campagne pour elle dans l'État. Cependant, Marsha Blackburn est finalement élue avec plus de 54 % des voix, contre moins de 44 % pour Phil Bredesen, mettant de nouveau en cause la fiabilité des sondages américains.

## Vie privée
Phil Bredesen est marié à Andrea Conte, ils emménagèrent à Nashville en 1975. Ils sont parents d'un fils unique.